# Siège (film, 1969)
Pour les articles homonymes, voir Siège.
Pour plus de détails, voir Fiche technique et Distribution.
Siège (מצור, Matzor) est un film israélien réalisé par Gilberto Tofano, sorti en 1969.

## Synopsis
Une veuve de guerre est pressée par son entourage pour devenir une figure de la guerre.

## Fiche technique
- Titre : Siège
- Titre original : מצור (Matzor)
- Réalisation : Gilberto Tofano
- Scénario : Dahn Ben Amotz et Gilberto Tofano
- Musique : Yohanan Zaray
- Photographie : David Gurfinkel
- Montage : Danny Shick
- Production : Ya'ackov Agmon et Michael J. Kagan
- Société de production : Siege Films
- Pays :  Israël
- Genre : Drame
- Durée : 100 minutes
- Dates de sortie : 
  -  Israël : 1969

## Distribution
- Eran Agmon
- Gila Almagor : Tamar
- Yael Aviv
- Dahn Ben Amotz
- Yehoram Gaon : Eli
- Omna Goldstein
- Anni Grian
- Micha Kagan
- Raviv Oren
- Amir Orion
- Baruch Sadeh
- Uri Sharoni

## Distinctions
Le film a été présenté en sélection officielle en compétition au Festival de Cannes 1969.